# Paragattyana intesi
Paragattyana intesi är en ringmaskart som beskrevs av Pettibone 1993. Paragattyana intesi ingår i släktet Paragattyana och familjen Polynoidae. Inga underarter finns listade i Catalogue of Life.